# Суды в Москве
Ниже приводится перечень судебных органов, находящихся на территории города Москвы.

## Федеральные суды общей юрисдикции (кроме военных судов)
Федеральные суды общей юрисдикции (кроме военных судов):
- Верховный суд Российской Федерации (в настоящее время не входит в систему судов общей юрисдикции);
- Второй кассационный суд общей юрисдикции;
- Первый апелляционный суд общей юрисдикции;
- Московский городской суд;
- 35 районных судов города Москвы.

## Военные суды
Военные суды:
- Московский окружной военный суд;
- Московский гарнизонный военный суд;
- 235-й гарнизонный военный суд;
- 94-й гарнизонный военный суд (подведомственен 3-му окружному военному суду). (упразднён Федеральным законом от 12 ноября 2018 г. № 403-ФЗ)

## Арбитражные суды
Арбитражные суды:
- Высший арбитражный суд Российской Федерации; (упразднён Законом о поправке к Конституции Российской Федерации от 5 февраля 2014 г. № 2-ФКЗ)
- Арбитражный суд Московского округа;
- Девятый апелляционный арбитражный суд;
- Десятый апелляционный арбитражный суд;
- Арбитражный суд города Москвы;
- Арбитражный суд Московской области.

## Суды субъекта федерации
Суды субъекта федерации:
- 471 мировых судей города Москвы.